# 佳能 EF-S 18-135mm 鏡頭
佳能 EF-S 18-135mm 鏡頭是一系列由佳能公司生產的變焦鏡頭，為标有“IS”（全称“Image stabilization”）的镜头，具有光学防抖特性。
STM型镜头采用步进马达，可与环形USM一样全时手动对焦。
- EF-S 18-135mm f/3.5-5.6 IS (已停產)
- EF-S 18-135mm f/3.5-5.6 IS STM (已停產)
- EF-S 18-135mm f/3.5-5.6 IS USM

焦距等效於35mm相機29-216mm。

## 外部連結
- Canon EF-S 18-135mm - Canon UK （页面存档备份，存于）